# Melanchra suffusa
Melanchra suffusa är en fjärilsart som beskrevs av Tutt 1892. Melanchra suffusa ingår i släktet Melanchra och familjen nattflyn. Inga underarter finns listade i Catalogue of Life.